# CFU Club Championship 2012
De CFU Club Championship 2012 was de 14e editie van dit voetbalbekertoernooi voor clubteams dat door de Caraïbische Voetbalunie (CFU) wordt georganiseerd. Het toernooi werd gespeeld tussen 25 maart 2012 en 27 mei 2012 De top drie plaatse zich voor de CONCACAF Champions League 2012/13.
Titelhouder Puerto Rico Islanders uit Puerto Rico werd in de halve finales uitgeschakeld door de latere winnaar W Connection.

## Gekwalificeerde teams
De volgende clubs namen deel aan het toernooi (clubs die direct beginnen in de tweede ronde staan in het vet).
| Land               | Team                    |
| ------------------ | ----------------------- |
| Antigua en Barbuda | Antigua Barracuda       |
| Bermuda            | North Village Rams      |
| Kaaimaneilanden    | Elite                   |
| Kaaimaneilanden    | George Town             |
| Curaçao            | Hubentut Fortuna        |
| Curaçao            | Centro Barber           |
| Guyana             | Alpha United            |
| Guyana             | Milerock                |
| Haïti              | Baltimore               |
| Haïti              | Tempête                 |
| Puerto Rico        | Puerto Rico IslandersTH |
| Puerto Rico        | Bayamón                 |
| Suriname           | Inter Moengotapoe       |
| Trinidad en Tobago | Caledonia AIA           |
| Trinidad en Tobago | W Connection            |

- TH – Titelhouder

De volgende landen zullen geen team afvaardigen:
- Anguilla
- Aruba
- Bahama's
- Barbados
- Britse Maagdeneilanden
- Cuba
- Dominica

- Dominicaanse Republiek
- Frans-Guyana
- Grenada
- Guadeloupe
- Jamaica
- Martinique
- Montserrat

- Saint Kitts en Nevis
- Saint Lucia
- Saint-Martin
- Saint Vincent en de Grenadines
- Sint Maarten
- Turks- en Caicoseilanden
- Amerikaanse Maagdeneilanden

## Eerste ronde
De groepswinnaars en de beste nummer 2 plaatsen zich voor de tweede ronde.

### Groep 1
Wedstrijden gespeeld van 25 maart tot en met 29 maart 2012 in de Kaaimaneilanden (gastclub: Elite).
| Team               | AW | W | G | V | DV | DT | DS | Pnt |
| ------------------ | -- | - | - | - | -- | -- | -- | --- |
| George Town        | 2  | 1 | 1 | 0 | 2  | 1  | +1 | 4   |
| Elite              | 2  | 1 | 0 | 1 | 3  | 3  | 0  | 3   |
| North Village Rams | 2  | 0 | 1 | 1 | 1  | 2  | −1 | 1   |

|                           |             |       |                    |                                                                                          |
| 25 maart 2012 19:00 UTC−5 | George Town | 0 – 0 | North Village Rams | T.E. Mcfield Sports Centre, George Town Toeschouwers: 1,800 Scheidsrechter: Dwight Royal |
| 25 maart 2012 19:00 UTC−5 | Verslag     |       |                    | T.E. Mcfield Sports Centre, George Town Toeschouwers: 1,800 Scheidsrechter: Dwight Royal |

|                           |                    |         |                 |                                                                                          |
| 27 maart 2012 19:30 UTC−5 | North Village Rams | 1 – 2   | Elite           | T.E. Mcfield Sports Centre, George Town Toeschouwers: 1,700 Scheidsrechter: Kevin Thomas |
| 27 maart 2012 19:30 UTC−5 | Bean 60'           | Verslag | Carter 13', 66' | T.E. Mcfield Sports Centre, George Town Toeschouwers: 1,700 Scheidsrechter: Kevin Thomas |

|                           |           |         |                               |                                                                      |
| 29 maart 2012 19:30 UTC−5 | Elite     | 1 – 2   | George Town                   | T.E. Mcfield Sports Centre, George Town Scheidsrechter: Dwight Royal |
| 29 maart 2012 19:30 UTC−5 | Wright 5' | Verslag | Malcolm 40' Cuevas-Ebanks 87' | T.E. Mcfield Sports Centre, George Town Scheidsrechter: Dwight Royal |

### Groep 2
Wedstrijden worden gespeeld van 15 april tot en met 22 april 2012 in Guyana (gastclub: Alpha United).
| Team              | AW | W | G | V | DV | DT | DS | Pnt |
| ----------------- | -- | - | - | - | -- | -- | -- | --- |
| Inter Moengotapoe | 3  | 3 | 0 | 0 | 11 | 3  | +8 | 9   |
| Alpha United      | 3  | 2 | 0 | 1 | 5  | 2  | +3 | 6   |
| Hubentut Fortuna  | 3  | 1 | 0 | 2 | 5  | 7  | −2 | 3   |
| Milerock          | 3  | 0 | 0 | 3 | 2  | 11 | −9 | 0   |

|                           |           |         |                               |                                                                       |
| 17 april 2012 16:00 UTC−4 | Milerock  | 1 – 2   | Hubentut Fortuna              | Providence Stadium, Providence Scheidsrechter: Rudolph Angela (Aruba) |
| 17 april 2012 16:00 UTC−4 | Sears 31' | Verslag | Trenidad 69' Gomes Chacas 79' | Providence Stadium, Providence Scheidsrechter: Rudolph Angela (Aruba) |

|                           |              |         |                   |                                                                                |
| 17 april 2012 18:00 UTC−4 | Alpha United | 0 – 1   | Inter Moengotapoe | Providence Stadium, Providence Toeschouwers: 100 Scheidsrechter: Javier Santos |
| 17 april 2012 18:00 UTC−4 |              | Verslag | Rijssel 23'       | Providence Stadium, Providence Toeschouwers: 100 Scheidsrechter: Javier Santos |

|                           |                                                                     |         |             |                                                                                      |
| 19 april 2012 16:00 UTC−4 | Inter Moengotapoe                                                   | 7 – 1   | Milerock    | Providence Stadium, Providence Toeschouwers: 100 Scheidsrechter: Christophel Stewart |
| 19 april 2012 16:00 UTC−4 | Rijssel 8', 87' Adensiba 28' Pinas 52' Jimmy 62' (pen.), 76' (pen.) | Verslag | Fordyce 45' | Providence Stadium, Providence Toeschouwers: 100 Scheidsrechter: Christophel Stewart |

|                           |                  |         |                                 |                                                                                           |
| 19 april 2012 18:00 UTC−4 | Hubentut Fortuna | 1 – 3   | Alpha United                    | Providence Stadium, Providence Toeschouwers: 150 Scheidsrechter: Adrian Skeete (Barbados) |
| 19 april 2012 18:00 UTC−4 | Flaneur 59'      | Verslag | Murray 5' Abrams 25' Wilson 84' | Providence Stadium, Providence Toeschouwers: 150 Scheidsrechter: Adrian Skeete (Barbados) |

|                           |                                   |         |                              |                                                                               |
| 21 april 2012 16:00 UTC−4 | Inter Moengotapoe                 | 3 – 2   | Hubentut Fortuna             | Providence Stadium, Providence Toeschouwers: 50 Scheidsrechter: Javier Santos |
| 21 april 2012 16:00 UTC−4 | Jimmy 44' Vlijter 65' Rijssel 70' | Verslag | Gomes Chacas 45' Belliot 60' | Providence Stadium, Providence Toeschouwers: 50 Scheidsrechter: Javier Santos |

|                           |                |         |          |                                                                                     |
| 21 april 2012 18:00 UTC−4 | Alpha United   | 2 – 0   | Milerock | Providence Stadium, Providence Toeschouwers: 50 Scheidsrechter: Christophel Stewart |
| 21 april 2012 18:00 UTC−4 | Abrams 7', 80' | Verslag |          | Providence Stadium, Providence Toeschouwers: 50 Scheidsrechter: Christophel Stewart |

### Groep 3
Wedstrijden worden gespeeld van 17 april tot en met 21 april 2012 in Haïti
| Team      | AW | W | G | V | DV | DT | DS | Pnt |
| --------- | -- | - | - | - | -- | -- | -- | --- |
| Victory   | 2  | 1 | 1 | 0 | 6  | 2  | +4 | 4   |
| Baltimore | 2  | 1 | 1 | 0 | 3  | 1  | +2 | 4   |
| Bayamón   | 2  | 0 | 0 | 2 | 1  | 7  | −6 | 0   |

- Centro Barber trok zich terug.

|                           |                        |         |         |                                                                                    |
| 17 april 2012 17:00 UTC−4 | Baltimore              | 2 – 0   | Bayamón | Stade Sylvio Cator, Port-au-Prince Toeschouwers: 2,000 Scheidsrechter: Marcos Brea |
| 17 april 2012 17:00 UTC−4 | Titin 7' Dieujuste 82' | Verslag |         | Stade Sylvio Cator, Port-au-Prince Toeschouwers: 2,000 Scheidsrechter: Marcos Brea |

|                           |             |         |                                          |                                                                                      |
| 19 april 2012 17:00 UTC−4 | Bayamón     | 1 – 5   | Victory                                  | Stade Sylvio Cator, Port-au-Prince Toeschouwers: 250 Scheidsrechter: David Rubalcaba |
| 19 april 2012 17:00 UTC−4 | Rosario 64' | Verslag | Charles 45' B. Pierre 22', 57', 73', 82' | Stade Sylvio Cator, Port-au-Prince Toeschouwers: 250 Scheidsrechter: David Rubalcaba |

|                           |               |         |                 |                                                                                      |
| 21 april 2012 17:00 UTC−4 | Baltimore     | 1 – 1   | Victory         | Stade Sylvio Cator, Port-au-Prince Toeschouwers: 3,500 Scheidsrechter: Sandy Vasquez |
| 21 april 2012 17:00 UTC−4 | T. Pierre 86' | Verslag | B. Pierre 90+2' | Stade Sylvio Cator, Port-au-Prince Toeschouwers: 3,500 Scheidsrechter: Sandy Vasquez |

## Tweede ronde
De groepswinnaars en nummer 2 plaatsen zich voor de eindronde.

### Groep 4
Wedstrijden worden gespeeld van 21 mei tot en met 25 mei 2012 in Kaaiman Eilanden
| Team                  | AW | W | G | V | DV | DT | DS  | Pnt |
| --------------------- | -- | - | - | - | -- | -- | --- | --- |
| Puerto Rico Islanders | 2  | 1 | 1 | 0 | 8  | 0  | +8  | 4   |
| Caledonia AIA         | 2  | 1 | 1 | 0 | 5  | 0  | +5  | 4   |
| George Town           | 2  | 0 | 0 | 2 | 0  | 13 | −13 | 0   |

- Baltimore trok zich terug omdat het geen Visa's konden regelen voor de reis naar de Kaaiman Eilanden.[2]

|                         |                       |       |               |                                                                                         |
| 21 mei 2012 19:30 UTC−5 | Puerto Rico Islanders | 0 – 0 | Caledonia AIA | T.E. McField Sports Centre, George Town Toeschouwers: 100 Scheidsrechter: Raymond Bogle |
| 21 mei 2012 19:30 UTC−5 | Verslag               |       |               | T.E. McField Sports Centre, George Town Toeschouwers: 100 Scheidsrechter: Raymond Bogle |

|                         |                                             |         |             |                                                                                             |
| 23 mei 2012 19:30 UTC−5 | Caledonia AIA                               | 5 – 0   | George Town | T.E. McField Sports Centre, George Town Toeschouwers: 200 Scheidsrechter: Caswell Cambridge |
| 23 mei 2012 19:30 UTC−5 | Jorsling 47', 70' Caesar 72', 76' Smith 80' | Verslag |             | T.E. McField Sports Centre, George Town Toeschouwers: 200 Scheidsrechter: Caswell Cambridge |

|                         |             |         |                                                                                        |                                                                                           |
| 25 mei 2012 19:30 UTC−5 | George Town | 0 – 8   | Puerto Rico Islanders                                                                  | T.E. McField Sports Centre, George Town Toeschouwers: 300 Scheidsrechter: Wilson da Costa |
| 25 mei 2012 19:30 UTC−5 |             | Verslag | Ramos 4', 20' Faña 22', 54', 56' Elliott 27' (e.d.) Richardson 44' Robinson 61' (e.d.) | T.E. McField Sports Centre, George Town Toeschouwers: 300 Scheidsrechter: Wilson da Costa |

### Groep 5
Wedstrijden worden gespeeld van 6 mei tot en met 10 mei 2012 in Trinidad en Tobago
| Team              | AW | W | G | V | DV | DT | DS  | Pnt |
| ----------------- | -- | - | - | - | -- | -- | --- | --- |
| Antigua Barracuda | 3  | 2 | 1 | 0 | 5  | 1  | +4  | 7   |
| W Connection      | 3  | 2 | 0 | 1 | 9  | 2  | +7  | 6   |
| Victory           | 3  | 1 | 1 | 1 | 8  | 4  | +4  | 4   |
| Inter Moengotapoe | 3  | 0 | 0 | 3 | 2  | 17 | −15 | 0   |

## Eindronde

### Halve finales
|                          |                   |         |                           |                                                                                        |
| 19 juni 2012 18:00 UTC−4 | Antigua Barracuda | 0 - 2   | Caledonia AIA             | Manny Ramjohn Stadium, San Fernando Toeschouwers: 305 Scheidsrechter: Jermaine Elskamp |
| 19 juni 2012 18:00 UTC−4 |                   | Verslag | Abu Bakr 65' Jorsling 86' | Manny Ramjohn Stadium, San Fernando Toeschouwers: 305 Scheidsrechter: Jermaine Elskamp |

|                          |                       |         |                                            |                                                                                     |
| 19 juni 2012 20:00 UTC−4 | Puerto Rico Islanders | 1 - 4   | W Connection                               | Manny Ramjohn Stadium, San Fernando Toeschouwers: 400 Scheidsrechter: Trevor Taylor |
| 19 juni 2012 20:00 UTC−4 | Hansen 76'            | Verslag | R. Britto 28', 66' J. Britto 58' Arcia 90' | Manny Ramjohn Stadium, San Fernando Toeschouwers: 400 Scheidsrechter: Trevor Taylor |

### Wedstrijd om 3e plaats
|                          |                   |         |                            |                                                                                     |
| 21 juni 2012 18:00 UTC−4 | Antigua Barracuda | 0 - 2   | Puerto Rico Islanders      | Manny Ramjohn Stadium, San Fernando Toeschouwers: 250 Scheidsrechter: Adrian Skeete |
| 21 juni 2012 18:00 UTC−4 |                   | Verslag | Hansen 19' Faña 52' (pen.) | Manny Ramjohn Stadium, San Fernando Toeschouwers: 250 Scheidsrechter: Adrian Skeete |

### Finale
|                          |                                    |         |                                |                                                                                      |
| 21 juni 2011 20:00 UTC−4 | Caledonia AIA                      | 1-1     | W Connection                   | Manny Ramjohn Stadium, San Fernando Toeschouwers: 400 Scheidsrechter: Antonius Pinas |
| 21 juni 2011 20:00 UTC−4 | Abu Bakr 97'                       | Verslag | Leon 103'                      | Manny Ramjohn Stadium, San Fernando Toeschouwers: 400 Scheidsrechter: Antonius Pinas |
| 21 juni 2011 20:00 UTC−4 | Strafschoppen                      |         |                                | Manny Ramjohn Stadium, San Fernando Toeschouwers: 400 Scheidsrechter: Antonius Pinas |
| 21 juni 2011 20:00 UTC−4 | Moore Jorsling Smith Edwards David | 4 – 3   | Leon Cupid Jones Arcia Peltier | Manny Ramjohn Stadium, San Fernando Toeschouwers: 400 Scheidsrechter: Antonius Pinas |

De top 3 plaatste zich voor de groepsfase van de CONCACAF Champions League 2012/13